# Llit d'aigua

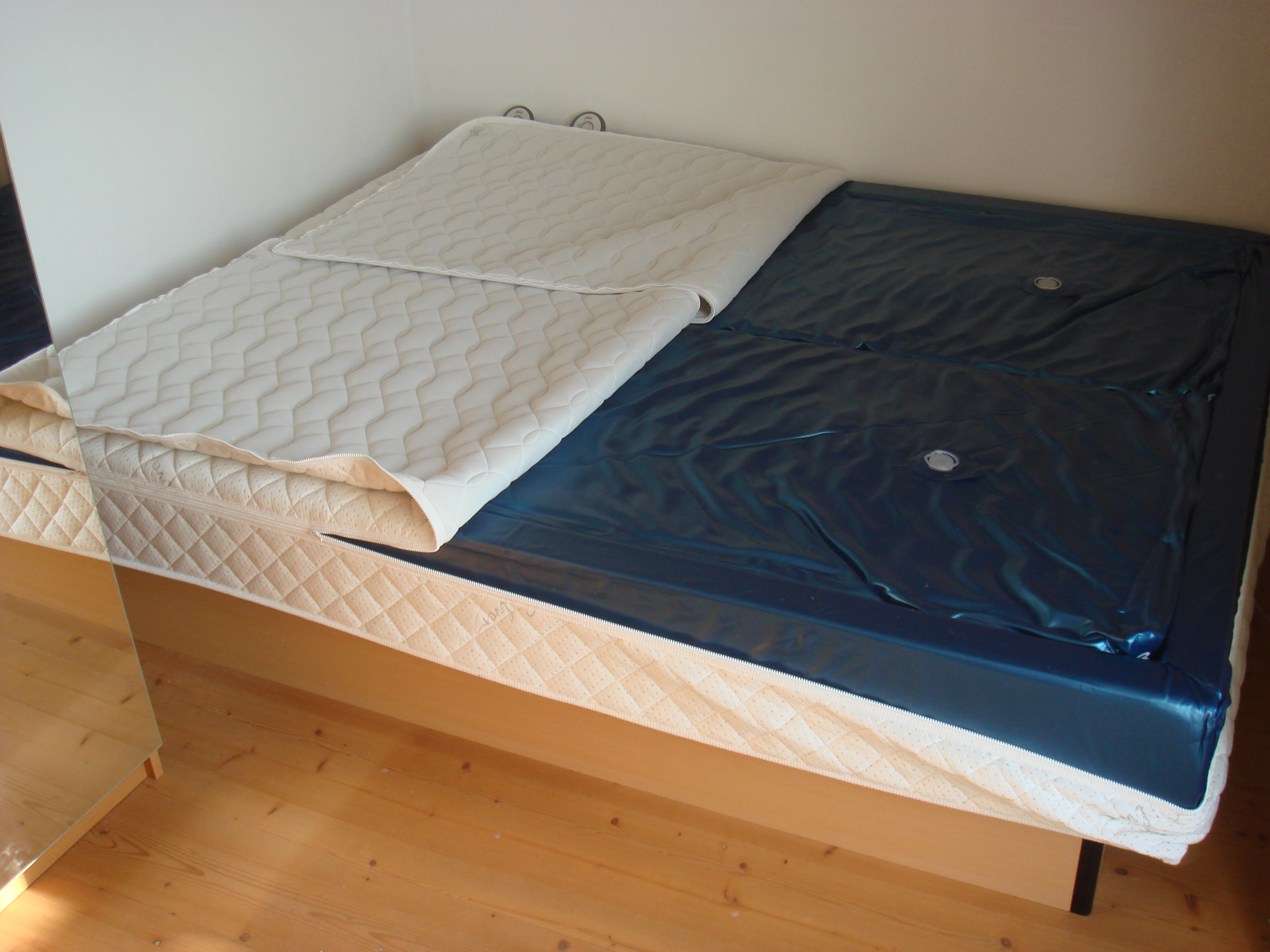
Interior d'un llit d'aigua

Un llit d'aigua  o  matalàs d'aigua, és un llit (o un matalàs) ple d'aigua. Els llits d'aigua destinats a teràpies mèdiques apareixen en diversos informes al llarg del segle xix. La versió moderna, inventada a San Francisco i patentada el 1971, es va convertir en un article de consum molt popular als Estats Units a la dècada de 1980 amb fins al 20% del mercat el 1986 i el 22% el 1987. El 2013, representaven menys del 5% de les vendes de llits nous.

## Tipus
Els llits d'aigua són principalment de dos tipus, els llits de costats durs i els llits de costats tous.
Un llit d'aigua de costats durs consta d'un matalàs ple d'aigua dins d'un marc rectangular de fusta que descansa sobre una planxa de contraxapat que s'assenta sobre la plataforma de suport.
Un llit d'aigua de costats tous consta d'un interior que conté matalàs aigua amb un marc rectangular robust d'escuma amb una cremallera a l'interior d'una carcassa de tela, que s'assenta sobre la plataforma base. Sembla un llit convencional i està dissenyat per adaptar-se als mobles del dormitori existent. La plataforma en general es veu com una base convencional o somier, i s'assenta sobre una estructura de metall reforçat.
Els llits d'aigua s'escalfen normalment amb un tipus d'estoreta elèctrica. La temperatura es controla a través d'un termòstat i s'ajusta a les preferències personal, normalment a la temperatura mitjana de la pell, 30 °C. Una estoreta elèctrica típica consumeix 150-400 watts. Depenent de l'aïllament, la roba de llit, la temperatura ambient i altres factors, el consum d'electricitat pot variar-ne significativament.
Els llits d'aigua són usualment de clorur de polivinil tou (PVC) o material similar. Es poden reparar amb gairebé qualsevol equip de reparació de vinil.